# Diocèse de London
Le diocèse de London est un diocèse latin de l'Église catholique situé dans la province ecclésiastique de Toronto en Ontario au Canada.

## Histoire
Le diocèse de London fut érigé le 21 février 1855. Du 2 février 1859 au 15 novembre 1859, il portait le nom de diocèse de Sandwich.

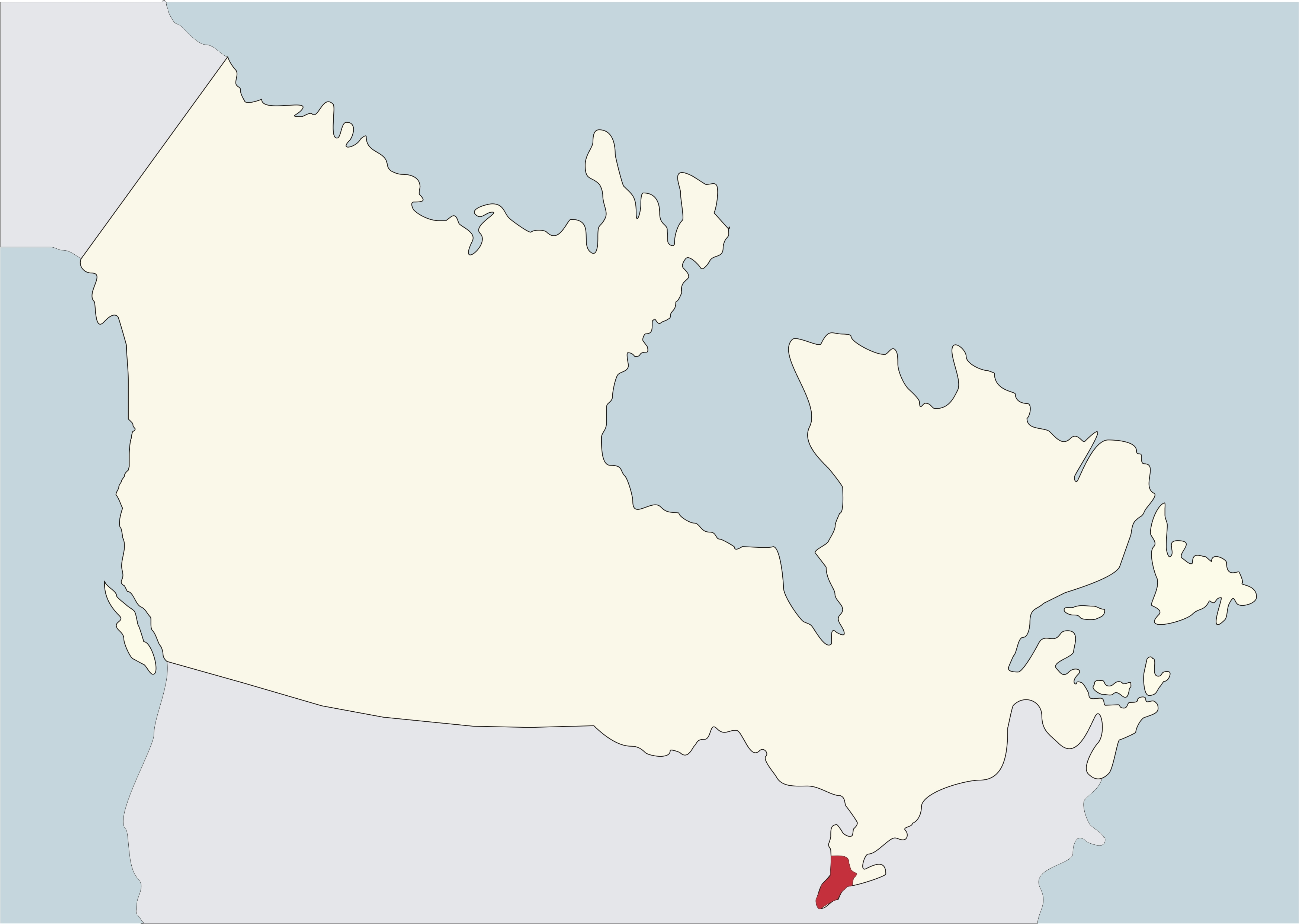
Emplacement du diocèse.
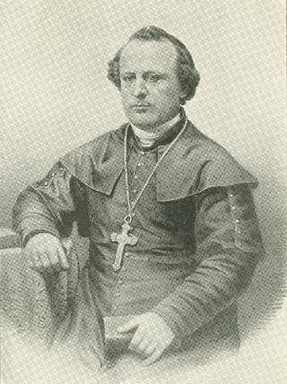
Pierre-Adolphe Pinsonnault.

## Ordinaires
- Pierre-Adolphe Pinsonnault (1856-1866).
- John Walsh (1867-1889).
- Denis O'Connor (1890-1899).
- Fergus Patrick McEvay (1899-1908).
- Michael Francis Fallon (de) (1909-1931).
- Thomas Kidd (1931-1950).
- John Christopher Cody (1950-1963).
- Gerald Emmett Carter (1964-1978).
- John Michael Sherlock (1978-2002).
- Ronald Peter Fabbro (2002- ).